# Siobhan Haughey
Siobhan Bernadette Haughey, född 31 oktober 1997, är en hongkongsk simmare.

## Karriär
Haughey tävlade för Hongkong vid olympiska sommarspelen 2016 i Rio de Janeiro, där hon tog sig till semifinal på 200 meter frisim.
Vid de olympiska simtävlingarna i Tokyo 2020 vann hon silver på både 100 och 200 meter frisim. Hon blev därmed den första hongkongska simmaren som vunnit en olympisk medalj. Hon blev även den första hongkongska idrottaren oavsett gren att vinna två olympiska medaljer.
I december 2022 vid kortbane-VM i Melbourne tog Haughey guld på 200 meter frisim och silver på 100 meter frisim.
I februari 2024 vid VM i Doha tog Haughey guld på 200 meter frisim, silver på 100 meter frisim och brons på 100 meter bröstsim.